# Romusha
Romusha ("trabalhador braçal" em japonês) eram os trabalhadores forçados durante a ocupação japonesa da Indonésia na Segunda Guerra Mundial. A Biblioteca do Congresso dos EUA calcula que em Java,  entre quatro e dez milhões de romusha foram forçados a trabalhar pelos militares japoneses. Cerca de 270.000 destes trabalhadores javaneses foram enviados para outras áreas sob domínio japonês no Sudeste Asiático. Somente 52.000 foram repatriados para Java, o que implica numa taxa de mortalidade de 80%.
Os militares japoneses fizeram uso intensivo de trabalhos forçados durante a construção da Ferrovia da Birmânia, entre 1942-43. O índice de mortalidade entre os romusha, vítimas de atrocidades, fome ou doenças, foi significativamente maior do que entre os prisioneiros de guerra Aliados. Cerca de metade dos trabalhadores forçados utilizados na construção da ferrovia, morreram (daí o nome de Ferrovia da Morte).